# 阿部孝夫 (モーターサイクル)
阿部 孝夫 (あべ たかお、英: Takao Abe、1948年4月10日 – 2007年4月11日) は、北海道旭川市出身の元モーターサイクル・ロードレーサー、オートバイ開発テストライダー。1972年の全日本ロードレース選手権・エキスパートジュニア250ccチャンピオン。

## 経歴

### 生い立ち
故郷の旭川では自転車が好きな少年で、毎日近所の川の堤防を自転車で走り、中学時代は自転車で雪道を牛乳配達するアルバイトをしていた。このころにオートバイに通ずる2輪車の爽快感を知る。この早い時期の原体験がロードレースをやるうえでも基礎として役に立ったと述べている。中学生の時にテレビのドキュメント番組でマン島TTレースや、スズキワークスの世界グランプリ挑戦の番組を見て、自分もレースを走るライダーになりたいと憧れを持った。中学3年の時、初めて日本グランプリが鈴鹿サーキットで開催された様子を雑誌で読んでいると、日本人ライダーはメーカーの社員ライダーが多いことを知り、それなら自分も社員ライダーになろうと思い立つ。進学先にはホンダに入社しやすいところが良いだろうと、旭川工業高校の自動車科に進学。高校時代に運転免許を取得し、500円で中古の壊れかけたスーパーカブを入手。改造や修理を重ねては石狩川や忠別川の河川敷でウィリーやジャンプ、アクセルターンなどの技術が身についていった。モトクロス場を発見すると、アルバイト先の本屋の配達車だったヤマハ・YA-5を持ち込み、モトクロス技術も習得していった。

### 下積み時代
高校卒業後、厚木市のいすゞ自動車系列の会社に就職が決まり上京。しばらく勤務して、かねてから志望していたホンダ狭山工場の求人を見つけ転社。社内チーム「狭山レーシング」を仲間と創設し、ホンダ・CL72でモトクロスに参戦した。1967年、1年間の狭山工場勤務を経て、鈴鹿の工場に異動。社内チーム「鈴鹿レーシング」の一員となる。1年間はメカニック修行のためレースに出られない決まりだったが、自費でモトクロスには出場していた。しかし、ロードレースに参戦する機会はその後も訪れず、この状態であれば旭川へ帰ろうかとも考えたが、ロードレース参戦を諦め切れないため一度ホンダを退職してトラック運転手へと転職する。

### スズキ時代
トラックドライバーをしていた1970年、スズキのテストライダー募集の雑誌広告を見つけると職歴を書いて応募。するとスズキから合格通知が送られてきた。まずは単気筒モトクロッサー・TM400のテストを受け持ち、毎日テスト走行するようになった。念願かなって自身のロードレース活動も開始することができ、毎週土日になるとスズキ・TS90を車に積んで鈴鹿へ行き、練習走行を重ねる。モトクロスでの参戦経歴によって既にジュニアライセンスに昇格していたので、1971年の全日本選手権・ジュニア90ccクラスがロードレースでのデビューとなった。シーズンをランキング7位で終え、「この年のTS90での頑張りをスズキの松木課長が見ていてくれた。松木さんが阿部をTR500に乗せてみようと言ってくれて、本格的にロードレーサー開発に関われるようになった。」と語っている。浜松本社のレーサーグループに所属するスズキ社員ライダーとして、1972年エキスパートジュニア250ccチャンピオンを獲得。以後、TR500、RG500の開発に携わる。スズキの伊藤利一の方針により、阿部はライダーとしてだけでなくエンジンのシリンダーなどの金属部品加工やエンジンのベンチテスト要員など多くの作業で経験を重ね、オートバイ構造やマシンバランスの隅までをより理解し、「良い車体とは何か」を理解するライダーとなっていった。

### カワサキ時代
1974年、カワサキに移籍し、KR250/350/750の開発ライダーとなる。カワサキでは和田将宏、清原明彦の同僚（後輩）であり、AMAデイトナのレースにも遠征した。

### RSC / HRC時代
1979年、ホンダに復帰。レース部門であるRSC（HRCの前身）で木山賢悟と共に、ホンダのレース車両開発に従事。それまでRSCとしてレース活動していたホンダの2輪レース部門が1982年暮れにHRCとなった後も、鈴鹿8時間耐久やTT-F1用のRS850やRVF750に代表される4ストロークエンジンのスーパーバイクから、世界GP参戦用の2ストローク500cc車両NS500 / RS500Rの開発に従事。小排気量の市販レーサーRS125Rも一ノ瀬憲明とともに開発。テストライダーとしてマシン状態や改善点を言語化し、エンジニアに伝える能力に長けていた。そのマシンセッティング（サス関連全般・キャブレター・エンジンマネージメント調整）の能力は、同じマシンに乗るライダーから「卓越した能力」と賛辞を受けるものだった。

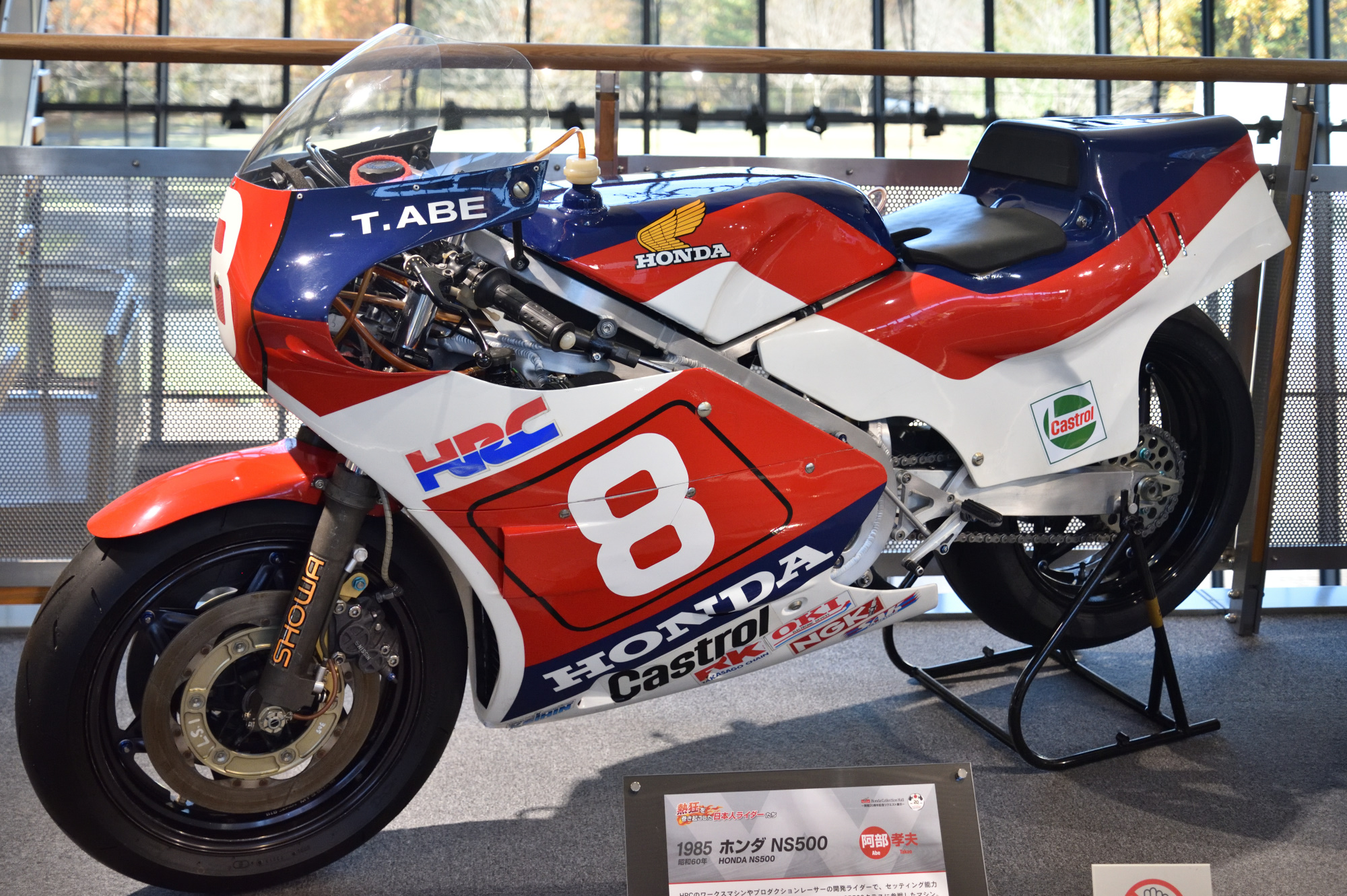
阿部仕様のNS500 (1985年)

マシン性能を確認するため、自ら全日本選手権の実戦にスポット参戦することも多かったが、125cc、250cc、500cc、TT-F1いずれのクラスでもポールポジション獲得や優勝を奪うオールラウンドな速さを持っており、1984年の全日本250ccクラスでは苦戦していたニューマシンRS250Rの改善のためシーズン途中から参戦し、正しいマシンセッティングの方向性を見出すなどホンダ陣営の復調に貢献。これまでTZ250で市販レーサーでの参戦者をほぼ独占していたヤマハにとって、阿部が開発したホンダ・RS250Rは脅威となった。ホンダレーシング・HRCのトップだった福井威夫も、「阿部を実戦に出すことは開幕時にあまり考えてなかったが、彼が正確にフィードバックしてくれた。250に乗るのは若い人が多く、500の延長線上にあるコンセプトで作った250なので、最初なかなか結果が出なかった。500の経験が豊富な阿部だから引き出せたハンドリングの特性や、出力特性の味付けも教えてくれて、当初の目標以上のもの（小林大による全日本タイトル獲得）を得られたと思う。」と阿部の貢献度を高く評した。ホンダではNS500での経験を一般市販車に落とし込んだレーサーレプリカ「MVX250」「NS250」の開発も担った。

### ワークス引退後
1986年シーズンを最後にホンダとの契約を終了。浜松市で「バイクショップ アベ」を経営しながら、自らの漁船「孝勢丸」をもち海に出る漁師となった。「サイクルサウンズ（山海堂）」や「レーシングヒーローズ（ソニーマガジンズ）」、「ライディングスポーツ（武集書房/ニューズ出版）」などオートバイ雑誌に連載コーナーの執筆、オートバイ試乗のインプレッション記事などライターとしての活動は継続して行われた。夏の鈴鹿8時間耐久レースには、親交のある吉村太一からの依頼によりRSタイチチームで2年間参戦したほか、連載コラムを持っていたレース専門誌・ライディングスポーツとのコラボレーションでチームを作り、プライベーターとして水谷勝と組み1999年大会まで参戦を続けた。

## 人物
身長165cm・体重85キロ（1990年当時）という小柄かつ太めの体で、レース中も一目で阿部とわかる風体をしており、「アベちゃん」「アベチン」の愛称で親しまれた。晩年は癌での闘病となり、入退院を繰り返した。2007年4月11日、浜松市内の病院で死去。59歳没。
テクニカルスポーツ（TSR）代表の藤井正和は「すもう取りが重い足を上げてバイクにまたがってるような見た目の愛らしさを持ち、独自のマシン理論とライディングポジション哲学を持っていた。ステアリングとシートとステップの三角関係が乗り味を決定づけることもアベちゃんから教わった。マシン開発できてレースでも好成績を出せる稀有なライダー。今後も優秀なライダーは沢山あらわれると思うが、アベちゃんみたいなライダーは二度と出てこないのではないか」と述べ、その死を悼んだ。

## レース戦歴

### 全日本ロードレース選手権
| 年     | チーム               | マシン                       | 区分         | クラス | 1       | 2       | 3       | 4     | 5       | 6       | 7     | 8       | 9     | 10      | 11    | 順位 | ポイント |
| ------ | -------------------- | ---------------------------- | ------------ | ------ | ------- | ------- | ------- | ----- | ------- | ------- | ----- | ------- | ----- | ------- | ----- | ---- | -------- |
| 1971年 | スズキ               | スズキ・TS90                 | ジュニア     | 90cc   |         |         |         |       |         |         |       |         |       |         |       | 7位  |          |
| 1972年 | スズキ               | スズキ・                     | Expジュニア  | 250cc  |         |         |         |       |         |         |       |         |       |         |       | 1位  |          |
| 1976年 | マウンテンライダース | カワサキ・KR750              | エキスパート | 750cc  |         |         |         |       |         |         |       |         |       |         |       | 7位  | 11       |
| 1977年 | マウンテンライダース |                              | エキスパート | 750cc  |         |         |         |       |         |         |       |         |       |         |       | 5位  | 15       |
| 1980年 | Team RSC             | ホンダ・RS125                | 国際A級      | 125cc  | TSU     | SUZ     | SUG     | SUZ   | TSU     | SUZ     | TSU   | SUG     | TSU   | SUZ Ret |       | NC   | -        |
| 1981年 | Team RSC             | ホンダ・RS125RW T            | 国際A級      | 125cc  | TSU     | SUZ     | TSU Ret | SUZ   | SUG     | SUZ     | -     | SUG     | SUZ   |         |       | -    | -        |
| 1981年 | Team RSC             | ホンダ・RS1000               | 国際A級      | S1000  | -       | SUZ 1   | -       | SUZ 2 | SUG     | SUZ Ret | -     | SUG     | SUZ   |         |       | 位   |          |
| 1981年 | Team RSC             | ホンダ・NR500                | 国際A級      | 500cc  | -       | SUZ     | -       | SUZ   | SUG     | SUZ 4   | -     | SUG     | SUZ   |         |       | -    | -        |
| 1982年 | Team RSC             | ホンダ・NS500                | 国際A級      | 500cc  | SUZ     | TSU     | SUZ 5   | SUG   | SUZ 2   | TSU     | TSU   | SUG     | SUZ C |         |       | -    | -        |
| 1983年 | Team HRC             | ホンダ・RS500R               | 国際A級      | 500cc  | SUZ 1   | TSU 3   | SUZ 3   | TSU 3 | SUG 6   | SUZ DNS | TSU 4 | SUG 10  | SUZ 4 |         |       | 3位  | 70       |
| 1984年 | Team HRC             | ホンダ・NS500                | 国際A級      | 500cc  | SUZ DNS | TSU -   | SUG 4   | SUZ 5 | TSU Ret | SUG 5   | SUZ 2 | TSU DNS | SUG - | SUZ -   | TSU 5 | 8位  | 63       |
| 1984年 | Team HRC             | ホンダ・RS250R               | 国際A級      | 250cc  | -       | TSU -   | SUG -   | SUZ - | TSU 4   | SUG 1   | SUZ 7 | TSU Ret | SUG - | SUZ -   | TSU 3 | 10位 | 57       |
| 1985年 | Team HRC             | ホンダ・NS500 ホンダ・NSR500 | 国際A級      | 500cc  | SUZ 5   | TSU 5   | SUZ Ret | TSU 5 | SUG 6   | SUZ 7   | -     | SUG -   | TSU C | SUG -   | SUZ 7 | 7位  | 54       |
| 1985年 | Team HRC             | ホンダ・RVF750               | 国際A級      | TT-F1  | SUZ -   | -       | SUZ -   | -     | SUG -   | SUZ -   | TSU - | SUG 3   | TSU C | SUG 2   | SUZ - | 9位  | 32       |
| 1985年 | Team HRC             | ホンダ・RS250R               | 国際A級      | 250cc  | -       | TSU Ret | SUZ -   | TSU - | SUG 8   | SUZ 6   | TSU - | SUG -   | -     | SUG -   | SUZ - | 21位 | 18       |
| 1986年 | Team HRC             | ホンダ・RVF750               | 国際A級      | TT-F1  | SUZ 6   | SUG 4   | SUZ Ret | SUG   | SUZ     | TSU     | TSU   | SUG     | SUZ   |         |       | 16位 | 23       |

- 太字はポールポジション、斜字はファステストラップ
- 1982年以前の全日本500ccクラスはレギュレーションによりワークスマシン（MFJ未公認車両）での参戦者はポイント対象外

### 鈴鹿8時間耐久ロードレース
| 年   | チーム                                     | ペアライダー | 車番 | マシン                | 予選順位 | 決勝順位 | 周回数 |
| ---- | ------------------------------------------ | ------------ | ---- | --------------------- | -------- | -------- | ------ |
| 1979 | チームRSC                                  | 木山賢悟     | 12   | ホンダ・CB900         | 3位      | Ret      | 105    |
| 1980 | チームRSC                                  | 木山賢悟     | 22   | ホンダ・CB900         | 4位      | 5位      | 196    |
| 1982 | チームRSC                                  | 一ノ瀬憲明   | 55   | ホンダ・RS1000        | -位      | Ret      | 70     |
| 1983 | Team HRC                                   | 徳野政樹     | 50   | ホンダ・RS850R        | 7位      | Ret      | 24     |
| 1985 | Team HRC                                   | 木下恵司     | 36   | ホンダ・RVF750        | 7位      | 4位      | 192    |
| 1987 | チームCBX                                  | 上田幸也     | 53   | ホンダ・CBR600        | 18位     | 6位      | 191    |
| 1988 | チームCBX by Okumura&FB                    | 上田幸也     | 97   | ホンダ・CBR600        | 24位     | Ret      | 45     |
| 1989 | カップヌードル・TAICHIホンダ               | 加藤裕之     | 31   | ホンダ・VFR750 / RC30 | 25位     | Ret      | 58     |
| 1990 | カップヌードル・ヤングマガジンTAICHIホンダ | 加藤裕之     | 56   | ホンダ・VFR750 / RC30 | 28位     | 34位     | 188    |
| 1997 | チームライディングスポーツ                 | 青木淳       | 67   | スズキ・GSX-R750      | 61位     | 49位     | 152    |
| 1998 | チームライディングスポーツ&SURF            | 水谷勝       | 67   | スズキ・GSX-R750      | 36位     | Ret      | 83     |
| 1999 | チームライディングスポーツ                 | 水谷勝       | 101  | スズキ・GSX-R750      | 37位     | 24位     | 193    |

- 1982年は予選でホンダのライダーが負傷したため、決勝日に向けホンダ陣営のライダー組み合わせが変更された。
- 1982年は決勝日が台風による荒天のため、6時間レースに短縮された。

## 著書
- 知的ライディング・秘密の特訓 (別冊ベストカー 1985年4月、編集・講談社/発行・三推社) ISBN 978-4-06-107147-6